# Alfred Kohler (Historiker)
Alfred Kohler (* 6. August 1943 in Wien) ist ein österreichischer Historiker und Universitätsprofessor für Neuere Geschichte an der Universität Wien.

## Leben
Kohler studierte Geschichte und Geographie an der Universität Wien. 1967 erfolgte seine Promotion. Seit 1969 war er Universitätsassistent bei Heinrich Lutz am Institut für Geschichte der Universität Wien. 1980 habilitierte er über das Thema Antihabsburgische Politik in der Epoche Karls V. Die reichsständische Opposition gegen die Wahl Ferdinands I. zum römischen König und gegen die Anerkennung seines Königtums (1524–1534). Seit 1992 war Kohler Professor für Neuere Geschichte an der Universität Wien. Von 2004 bis 2006 war Kohler Dekan der Historisch-Kulturwissenschaftlichen Fakultät der Universität Wien.
Kohler ist korrespondierendes Mitglied der philosophisch-historischen Klasse der Österreichischen Akademie der Wissenschaften. Er ist Mitglied der Vereinigung für Verfassungsgeschichte.

## Auszeichnungen (Auswahl)
2010 wurde Kohler mit dem Wilhelm-Hartel-Preis der Österreichischen Akademie der Wissenschaften ausgezeichnet. 2012 erhielt er einen Würdigungspreis des Kardinal-Innitzer-Preises.

## Publikationen
- Das Reich im Kampf um die Hegemonie in Europa, 1521–1648 (= Enzyklopädie deutscher Geschichte. Bd. 6). Oldenbourg, München 1990, ISBN 3-486-55461-1.
- Karl V., 1500–1558. Eine Biographie. C. H. Beck, München 1999, ISBN 3-406-45359-7.
- Ferdinand I., 1503–1564. Fürst, König und Kaiser. C. H. Beck, München 2003, ISBN 3-406-50278-4.
- Columbus und seine Zeit. C. H. Beck, München 2006, ISBN 3-406-54212-3.
- Expansion und Hegemonie. Internationale Beziehungen, 1450–1559 (= Handbuch der Geschichte der internationalen Beziehungen. Bd. 1). Schöningh, Paderborn 2008, ISBN 978-3-506-73721-2.
- Von der Reformation zum Westfälischen Frieden (= Oldenbourg Grundriss der Geschichte. Bd. 39). Oldenbourg, München 2011, ISBN 978-3-486-59803-2.
- Neue Welterfahrungen. Eine Geschichte des 16. Jahrhunderts. Aschendorff, Münster 2014, ISBN 978-3-402-12907-4.